# Georg Pfeiffer
Georg Pfeiffer (5 de mayo de 1890 - 28 de junio de 1944) fue un general en la Wehrmacht de la Alemania Nazi que comandó el VI Cuerpo de Ejército. Fue condecorado con la Cruz de Caballero de la Cruz de Hierro. Pfeiffer murió en un ataque aéreo el 28 de junio de 1944 en Mogilev durante la Operación Bagration, la ofensiva soviética de verano de 1944.

## Condecoraciones
- Cruz de Caballero de la Cruz de Hierro el 15 de enero de 1943 como Generalleutnant y comandante de la 94. Infanterie-Division[2]